# Diablo (Washington)
Pour les articles homonymes, voir Diablo.
Diablo est une localité américaine du comté de Whatcom, dans l'état de Washington.